# Mathieu Gourdain
Mathieu Gourdain, född den 4 maj 1974 i Vernon, Frankrike, är en fransk fäktare som tog OS-silver i herrarnas sabel i samband med de olympiska fäktningstävlingarna 2000 i Sydney.